# Gualjaina
Gualjaina är en ort i Argentina.   Den ligger i provinsen Chubut, i den sydvästra delen av landet, 1 400 km sydväst om huvudstaden Buenos Aires. Gualjaina ligger 517 meter över havet och antalet invånare är 1 183.
Terrängen runt Gualjaina är kuperad åt sydväst, men åt nordost är den platt. Trakten runt Gualjaina är nära nog obefolkad, med mindre än två invånare per kvadratkilometer..
Omgivningarna runt Gualjaina är i huvudsak ett öppet busklandskap.